# Alma Adamkienė
Alma Adamkienė z domu Nutautaitė (ur. 10 lutego 1927 w Szawlach, zm. 21 maja 2023 w Wilnie) – żona byłego prezydenta Litwy Valdasa Adamkusa i była pierwsza dama Republiki Litewskiej.

## Życiorys
Urodziła się na Żmudzi, jej ojciec Stasys Nutautas był przedsiębiorcą i urzędnikiem. W 1944, w obliczu nacierającej armii radzieckiej, rodzina wyjechała do Niemiec, gdzie Nutautaitė skończyła liceum, a później studiowała filologię na Uniwersytecie w Erlangen.
W 1949 przeprowadziła się do Stanów Zjednoczonych, gdzie pracowała jako pomoc laboratoryjna w fabryce stali, a później związała się z towarzystwem ubezpieczeniowym. Brała udział w życiu litewskiej społeczności emigracyjnej w Stanach Zjednoczonych.
W 1951 poślubiła Valdasa Adamkusa. Pełniąc funkcję pierwszej damy za kadencji prezydenckiej męża w latach 1998–2003 i 2004–2009, angażowała się w liczne inicjatywy społeczne.
W 1999 założyła fundację Almos Adamkienės labdaros ir paramos fondas, która zajmuje się pomocą charytatywną i społeczną.
Odznaczona Krzyżem Komandorskim z Gwiazdą Orderu Zasługi Rzeczypospolitej Polskiej (2009).
Zmarła w 2023, została pochowana na Cmentarzu Pietraszuńskim.